# Pedro Coniconde
Pedro Coniconde (San Pedro, 18 januari 1901 - 18 februari 1974) was een Filipijns illustrator en cartoonist.

## Biografie
Pedro Coniconde werd geboren op 18 januari 1901 in de San Pedro in de Filipijnse provincie Laguna. Hij studeerde aan de School of Fine Arts van de University of the Philippines. Coniconde werkte als ontwerper voor de Phillippine Herald en was illustrator voor de Daily Tribune, Hij werd bekend door zijn cartoons in "Spaanse style" van met name Filipijnse politici en sporthelden, met enorm fijne arceringen en stippenwerk. 
Coniconde overleed in 1974 op 73-jarige leeftijd. 

## Bron
- Carlos Quirino (1995) Who's who in Philippine history, Tahanan Books, Manilla